# Nabil Anane
Nabil Anane (en tailandés: นาบิล อานาน; Pattaya, Tailandia, 30 de abril de 2004) es un peleador tailandés de Muay thai. Fue campeón mundial juvenil de Muay Thai de la Federación Internacional de Asociaciones de Muaythai (IFMA). Anteriormente compitió en Lethwei en el Campeonato Mundial de Lethwei y actualmente está firmado con ONE Championship, donde es el campeón mundial interino de Muay Thai de peso gallo de ONE.

## Antecedentes
Anane nació Tailandia, de madre tailandesa y padre francés de origen argelino.
Comenzó en las artes marciales a los 7 años con Taekwondo y Karate. A la edad de 11 años, inició su entrenamiento en Muay Thai en el campamento Petchrungruang.
Actualmente, está bajo contrato con Venum y ha estado entrenando en el campamento de entrenamiento de Venum en Pattaya bajo la supervisión de Mehdi Zatout desde los 14 años.

## Muay Thai
El 26 de marzo de 2021, Anane noqueó a Dodo Lukkokruk con un codazo en el segundo asalto en el Estadio Rangsit.
El 4 de marzo de 2021, después de cinco asaltos de intensa pelea, ganó por decisión a Wattana Sermphornwiwat en el Estadio Rangsit.
El 15 de noviembre de 2020, venció a Dylan Thorpe por decisión en el evento Super Champ Muay Thai.
Nabil se enfrentó al ex campeón del Estadio Rajadamnern, Samingdet Nor.Anuwatgym, el 24 de marzo de 2022 en el Estadio Rajadamnern. Ganó la pelea por decisión.
Nabil se enfrentó a Petchnarin SatianMuayThai por el título mundial de peso pluma del WBC Muaythai el 14 de mayo de 2022 en el evento Venum Fight en el Estadio Rajadamnern. Ganó la pelea por nocaut en el segundo asalto, convirtiéndose en el campeón mundial de peso pluma más joven del WBC Muaythai.
Nabil se enfrentó a Chorfah Tor.Sangtiennoi en el evento Muaydee VitheeThai + Jitmuangnon en el Estadio Or.Tor.Gor3 el 12 de junio de 2022, ganando por decisión.
En 2022, Anane participó en la Rajadamnern World Series en la división de 126 libras. En su primera pelea de la fase de grupos, derrotó a Thongnoi Lukbanyai por decisión.
Anane se enfrentó a Superlek Kiatmuu9 el 23 de junio de 2023 en el evento ONE Friday Fights 22, perdiendo por nocaut con un golpe al cuerpo en el primer asalto.
En agosto de 2024, Combat Press clasificó a Nabil Anane como el noveno mejor boxeador de Muay Thai en la división de peso wélter.
Anane estaba programado para enfrentarse a Petchtanong Petchfergus en una pelea de kickboxing el 7 de diciembre de 2024 en ONE Fight Night 26, pero la pelea fue cancelada después de que Petchtanong no superara la hidratación, fallara en el pesaje y tuviera que ser hospitalizado.
El 25 de enero de 2025, Anane ganó el título interino de Muay Thai de peso gallo de ONE Championship al derrotar a Nico Carrillo por nocaut técnico en el primer asalto, obteniendo un bono de $50,000 Performance of the Night.

## Lethwei
El 28 de agosto de 2020, Anane se enfrentó a Sao Phoe Khwar y ganó por decisión en el evento WLC 12: Hideout Battle del Campeonato Mundial de Lethwei en Yangón.

## Títulos y logros

### Profesional
- ONE Championship
  - 2024: Clasificado #2 Estrella Revelación del Año[24]

- - Campeón Interino del Mundo de Muay Thai de Peso Gallo de ONE (Una vez, actual)[25]

- World Kickboxing Network

Campeón Intercontinental de WKN en 2021
- - World Professional Muaythai Federation
    - Campeón de WPMF -40 kg en 2018[26]

- World Boxing Council Muaythai
  - Campeón Mundial de Muay Thai del WBC en Peso Pluma (126 lbs) en 2022.
  - Campeón Mundial de Muay Thai del WBC en Peso Ligero (135 lbs) en 2023

- Amateur
  - International Federation of Muaythai Associations
    - Campeón Mundial Juvenil IFMA (12-13 años) -38 kg en 2017